# 그래픽 장치 인터페이스
그래픽 장치 인터페이스(Graphics Device Interface, GDI)는 마이크로소프트 윈도우에서 사용자 인터페이스를 위한 API 가운데 하나이다.
GDI는 그래픽 객체를 표시하고 모니터나 프린터와 같은 출력 장치로 전송한다. GDI는 직선이나 곡선, 글꼴을 그리거나 팔레트를 다루는 등의 일을 한다. 하지만 직접 창이나 메뉴 등을 그리지는 않는다. 창이나 메뉴를 그리는 일은 user32.dll와 GDI로 짜여있는 시스템에서 한다. GDI는 애플사의 퀵드로(QuickDraw)와 비슷하다.
GDI에서 가장 중요한 기능은 목적 장치의 추상화이다. GDI를 사용하면 화면이나 프린터 등의 다양한 장치에 원하는 그림을 매우 쉽게 그릴 수 있다.
빠른 그래픽 처리를 요구하지 않는 간단한 프로그램들은 GDI를 통해 만든다. 하지만 GDI는 프레임버퍼 동기화 없이는 애니메이션을 구현할 수 없고, 3D 래스터화가 부족하다. 그러므로 현대의 프로그램들은 더 많은 하드웨어 기능에 접근할 수 있게 도와주는 DirectX를 사용하며, OpenGL을 사용한다.

## 버전 역사

### 윈도우 XP
윈도우 XP가 등장하면서 나온 C++ 기반의 GDI+는 GDI의 뒤를 이었다. GDI+는 앤티 에일리어싱, 부동소수점 좌표 체계, 그라디언트, JPEG나 PNG 등의 포맷 지원(GDI에서는 지원되지 않음), 아핀 변환 등의 향상된 2차원 그래픽 환경을 제공한다. GDI+는 색을 나타내는 데 ARGB 값을 사용한다. 이러한 특징들은 윈도우 XP의 사용자 인터페이스 체계나, 그림판, 윈도우 사진 및 팩스 뷰어, 내 그림 슬라이드쇼 등에서 잘 보인다. GDI+ 동적 라이브러리는 하위 버전의 윈도우에서도 작동한다. GDI+는 애플사의 쿼츠 2D라는 하위 시스템과 비슷하다.

### 윈도우 비스타
윈도우 비스타에서 GDI/GDI+ 응용 프로그램들을 비롯한 윈도우의 모든 응용 프로그램들은 윈도우 디스플레이 드라이버 모델의 맨 위에 위치한 새로운 컴포지션 엔진 데스크톱 창 관리자에서 실행된다. GDI 렌더 경로는 데스크톱 창 관리자를 통해 연결되며 GDI는 더 이상 그래픽 카드 드라이버를 통해 하드웨어 가속을 하지 않는다. 그러나 데스크톱 컴포지션의 (움직이는 비트맵과 투명도, GDI+의 앤티에일리어싱이 DWM 코어에서 관리되는) 본성으로 인하여 창 이동과 같은 기능들은 훨씬 더 빠르고 더 반응적이다. 이를 뒷받침하는 콘텐츠가 응용 프로그램을 통해 다시 렌더링될 필요가 없기 때문이다.

### 윈도우 7
GDI 하드웨어 가속이 윈도우 7에 추가되었으며 윈도우 디스플레이 드라이버 모델 v1.1의 기능을 제공한다. 이는 DWM 엔진이 컴포지션을 위하여 로컬 비디오 메모리를 사용할 수 있게 하여 시스템 메모리의 영향을 줄이고 그래픽 기능의 성능을 높인다. 2009년 4월에 ATI와 엔비디아는 WDDM v1.1 호환 그래픽 드라이버를 공개하였다.

## Direct2D와 DirectWrite로의 이동
Direct2D와 DirectWrite가 화면 지향 렌더링을 위해 각각 GDI/GDI+와 유니스크라이브를 대체하기 위해 설계되어 윈도우 7, 윈도우 서버 2008 R2, 윈도우 비스타, 윈도우 서버 2008 (플랫폼 업데이트 설치 기준)에 추가되었다.

## 같이 보기
- 다이렉트X